# 川良浩和
川良浩和（かわら ひろかず、1947年- ）は、元NHK制作者のノンフィクション作家。日本エッセイスト・クラブ会員。

## 経歴
佐賀県太良町出身。早稲田大学第一文学部卒業。「NHKスペシャル」など200本に及ぶ報道ドキュメンタリーを制作。新聞協会賞、文化庁芸術祭賞、放送文化基金賞など受賞番組多数。退職後、ノンフィクション作家となる。「日本の、これから」の設立者の一人。

## 著書
- 『絆-高校生とヒロシマ』径書房、1987
- 『我々はどこへ行くのか あるドキュメンタリストからのメッセージ』径書房、2006
- 『闘うドキュメンタリー テレビが再び輝くために』日本放送出版協会、2009
- 『千年のうたかた』かまくら春秋社、2014
- 『忘れられないひと、杉村春子』新潮社、2017
- 『森光子百歳の放浪記』中公新書ラクレ、2020

### 共著
- 『マンション・クライシス』設楽清知共著、径書房、1988
- 『ヒロシマ花一輪物語 被爆者・沼田鈴子の終わりなき青春』山田真理子共著、径書房、1994